# Rita Ida Kindlerová
Rita Ida Kindlerová (* 5. září 1974) je česká ukrajinistka a také překladatelka.

## Život a dílo
Vystudovala ukrajinštinu a novořečtinu na Filozofické fakultě Masarykovy univerzity v Brně. Dle Národní knihovny České republiky převedla k roku 2017 jako překladatelka z ukrajinštiny do češtiny jak díla ukrajinských literátů, mezi které náleží Jurij Vynnyčuk, Oksana Zabužko, tak i ukrajinského arcibiskupa Svjatoslava Ševčuka nebo výtvarnice Oksany Buly.
Rita Kindlerová byla vyznamenána ukrajinskou mezinárodní literární cenou Hryhorije Skovorody "Zahrada božských písní" za rok 2012. Členka Výboru pro mezinárodní literární a umělecké Prize Panteleimon Kuliš.